# IC 1685
IC 1685 је спирална галаксија у сазвјежђу Рибе која се налази на листи објеката дубоког неба у Индекс каталогу.
Деклинација објекта је + 33° 11' 27" а ректасцензија 1h 23m 6,7s. Привидна величина (магнитуда) објекта IC 1685 износи 14,7 а фотографска магнитуда 15,5.